# Arsis
Arsis est un groupe de death metal américain, originaire de Virginia Beach, en Virginie formé en 2000. Le groupe est actuellement signé par Nuclear Blast.

## Biographie

### Démos et période Willowtip (2000–2006)
Arsis est formé en 2000 par James Malone et Mike Van Dyne, à leur rencontre au Berklee College of Music de Boston. Ils enregistrent deux démos indépendantes en 2001 et 2002 (plus officiellement publiées par Negative-Existence Records), signent au label Willowtip Records en 2003, et jouent leurs premiers concerts avec Kalibas, Beaten Back to Pure, Pyrexia, Daath, Ion Dissonance, Six Feet Under, Full Blown Chaos, The Red Chord, et Dying Fetus. Arsis publie deux albums et un EP entre 2004 et 2006. À cette période, Arsis joue à l'échelle nationale aec Misery Index, Incantation, Necrophagist, Neuraxis , Alarum, Dead to Fall, Misery Signals, The Faceless, All Shall Perish, Napalm Death, et A Life Once Lost, ainsi qu'au England Metal and Hardcore Fest 2006 et à la première édition du California Metalfest.
James Malone écrit et joue les morceaux de guitare, de basse et vocaux sur leur premier album, A Celebration of Guilt, et sur sa suite A Diamond for Disease. Malone compose aussi une chanson pour la société Ballet Deviare. Mike Van Dyne joue de la batterie sur tous les albums et toutes les tournées d'Arsis' jusqu'au début de 2007, puis enregistre et tourne encore à partir de 2009 jusqu'en 2011. Van Dyne sera ensuite batteur pour le groupe The Final Sleep.

### We Are the Nightmare(2007–2008)
Le groupe signe au label Nuclear Blast juste avant le départ de Van Dyne. Il ne participera à l'album sur leur nouveau label, et sera remplacé par Darren Cesca. Noah Martin, qui joue de la basse sur United in Regret, et Ryan Knight, sont recrutés pour We Are the Nightmare. Cesca quitte le groupe en 2008 à cause de divergences musicales liées aux autres membres d'Arsis. Il est remplacé en tournée par Alex Tomlin de Battlemaster, puis par Shawn Priest. Martin quitte le groupe à la fin de 2008. À la fin de 2008 toujours, Nick Cordle et David Kinkade se joignent au groupe dans les rôles de batteur et guitariste, respectivement.
Le 21 décembre 2008, Knight annonce son départ d'Arsis pour se joindre à The Black Dahlia Murder.
Le 18 mars 2009, Malone publie des excuses concernant les récentes annulations de tournées et les changements de formation. Peu après, le retour (limité) du batteur Mike Van Dyne est annoncé.

### Starve for the Devil(2009–2011)
En juillet 2009, un nouvel album intitulé Starve for the Devil est annoncé. En septembre, les sessions d'enregistrement commencent avec Nathaniel Carter à la basse et Chris « Zeuss » Harris à la production. L'album est publié le 9 février 2010, et atteint la 13e place des Billboard Top New Artist Albums (Heatseekers) pour 1 800 d'exemplaires vendus aux États-Unis la première semaine. En octobre et novembre 2009, Arsis tourne en Europe avec Behemoth, DevilDriver, et Scar Symmetry au Neckbreakers Ball Tour.
En janvier 2010, Arsis publie un clip de la chanson Forced to Rock, issue de l'album Starve for the Devil.
En janvier et février 2010, Arsis tourne aux États-Unis et au Canada avec Arch Enemy, Exodus, et Mutiny Within au Tyrants of Evil North American Tour. Le 6 mars 2010, Arsis joue au Eye Scream Metal Fest II à Mexico avec Sacred Reich, Cynic, Municipal Waste, et Dying Fetus. Le 13 mai 2010, Noah Martin rejoint le groupe, malgré ses études, après le départ de Nathaniel Carter. En novembre 2010, la formation composée de Malone, Cordle, Martin, et Van Dyne tourne en Europe avec Misery Index, Grave, The Last Felony, et The Rotted, puis aux États-Unis en décembre avec Powerglove et Conducting from the Grave. Pendant leurs dates en tête d'affiche, Arsis joue la chanson A Diamond for Disease, qui dure 12 minutes, dans son intégralité pour la toute première fois. Le 9 août 2011, Willowtip Records réédite l'album à succès d'Arsis, A Celebration of Guilt accompagné de deux chansons bonus.

### Unwelcome(depuis 2012)
les groupes annonce des démos et un nouvel album au début de 2012. Peu de temps après, cependant, le guitariste Nick Cordle quitte le groupe pour se joindre à Arch Enemy. Peu après, le batteur et membre fondateur Mike Van Dyne quitte Arsis pour se consacrer à sa carrière à plein temps.
Le 13 mars 2012, Arsis publie une chanson démo intitulée Choking on Sand qui fait participer Malone à la guitare et au chant, et Noah Martin à la basse. Le 6 avril 2012, Arsis annonce Shawn Priest en remplacement à Mike Van Dyne et reposte la démo Choking on Sand qui fait participer Shawn. Ils commencent ensuite à enregistrer un nouvel album avec Mark Lewis le 4 juin.
Le 27 juillet 2012, la couverture de leur album, Unwelcome, est publiée.
Le 4 décembre 2012, Arsis publie un EP intitulé Lepers Caress précédant la sortie de Unwelcome.
Le 30 avril 2013, Arsis publie Unwelcome. En 2014, Willowtip Records réédite l'EP A Diamond for Disease et l'album United in Regret. Le 3 août 2016, Arsis publie une nouvelle vidéo dans laquelle apparaît un nouveau morceau, As Deep as Your Flesh, dans sa version démo.

## Membres

### Membres actuels
- James Malone - guitare rythmique, chant solo (depuis 2000)
- Noah Martin - basse, chœurs (2006–2008, depuis 2010)
- Shawn Priest - batterie (2008, depuis 2012)
- Brandon Ellis - guitare solo (depuis 2012)

### Anciens membres
- Mike Van Dyne - batterie (2000–2007, 2009–2011)
- Nathaniel Carter - basse (2009–2010)
- Nick Cordle - guitare solo (2008–2012)
- Ryan Knight - guitare solo (2006–2008)
- Darren Cesca - batterie (2007–2008)

### Membres de session/tournée
- Mike Parks - chant (2007, 2012)
- Justin Shaw - basse (2004–2006)
- Mike Mullen - basse (2003)
- Alex Cox - basse (2006)
- Michael Leon - basse (2015)
- « Fast » Chris Jones - guitare rythmique (2003–2004)
- Jake Ososkie - guitare rythmique (2004–2005)
- Johnny Allen - guitare rythmique (2006)
- Jon Fralick - guitare rythmique (2006)
- David Kinkade - batterie (2008–2009)
- Alex Tomlin - batterie (2008)
- Samus - batterie (70000 Tons of Metal, 2011)
- Scot Seguine - basse (démo 2001)
- Kathy Burke - guitare rythmique (démo 2001)

## Discographie

### Albums studio
- 2004 : A Celebration of Guilt
- 2006 : United in Regret
- 2008 : We Are the Nightmare
- 2010 : Starve for the Devil
- 2013 : Unwelcome
- 2018 : Visitant

### EPs et compilations
- 2005 : A Diamond for Disease
- 2007 : As Regret Becomes Guilt: The Demos of Arsis
- 2012 : Lepers Caress